# 多摩南署たたき上げ刑事・近松丙吉
『多摩南署たたき上げ刑事・近松丙吉』（たまみなみしょ たたきあげけいじ ちかまつへいきち）は、2001年から2016年までテレビ東京・BSジャパン共同制作で放送された刑事ドラマシリーズ。全13回。主演は伊東四朗。
放送枠は「女と愛とミステリー」（第1作 - 第4作）、「水曜ミステリー9（第1期）」（第5作 - 第8作）、「水曜ミステリー9（第2期）」（第9作 - 第12作）、「水曜エンタ・水曜ミステリー9」（第13作）

## キャスト

### 警視庁多摩南警察署
近松丙吉
演 - 伊東四朗
刑事課 主任。階級はおそらく巡査部長。同僚からは「チカさん、近松さん、主任」と呼ばれている。
一軒家に住む。
事件性が高いと感じた際に湯飲み茶碗を流し台で割るのが、「犯人（）がわれる」という意味のゲンかつぎの癖。一人で考え込む時は柔道場に机を置いて行う。
10年前に幼稚園児だった息子を事件で亡くした過去を持つ。以前は交通課に在籍していた。
昔は喫煙していたが今は禁煙している。自動車は運転できるも、あまりしない。
西尾昭夫
演 - マギー（第9作 - 第13作）
刑事課 刑事。
柴田幸太郎
演 - 遠山俊也（第13作）
鑑識係。
村越実
演 - 角野卓造
刑事課 係長。階級はおそらく警部補。同僚には「ムラさん」と呼ばれている。丙吉の良き理解者。
20年前の駆け出し刑事だった頃に丙吉と同じ署の勤務となり、彼の優しさを憧れの存在としていた。

### 元多摩南署のメンバー
中川一夫
演 - 八嶋智人（第1作・第2作）
捜査一係 刑事。丙吉とコンビを組む。独身（その理由は、四六時中、丙吉に付き合わされるため）。
石原
演 - 若松俊秀（第1作）
刑事。
署長
演 - 野村信次（第2作）

安田二郎
演 - 福本伸一（第4作 - 第7作）
捜査一係 刑事。年齢は32歳（第5作より）。丙吉とコンビを組む。
口うるさいタイプで度々注意されている。車には詳しい。
田中猛
演 - 蟹江一平（第6作）
刑事。
堀部安隆
演 - 大沢健（第8作）
刑事課 刑事。
鴨志田寿一
演 - 袴田裕幸（第9作）
鑑識課。

### 警視庁捜査一課
桃井
演 - 宇納佑（第1作）
刑事。
長谷川翼
演 - 内田朝陽（第12作・第13作）
係長。
刑事
演 - 加藤大祐（第5作・第7作・第8作）

池田光男
演 - 杉崎真宏（第9作 - 第12作）
主任。
山形治
演 - 三浦浩一
管理官。階級は警視。捜査の指揮を執る。
丙吉の単独捜査に頭を悩ませる。

### その他
近松春子
演 - 市毛良枝（第1作から第3作は友情出演）
丙吉の妻。
息子を自分の目の前で亡くしたことから、息子の夢を見るなど、助けられなかった悔しさを引きずっている。
書道の師範であり、自宅で書道教室を開いている。

### ゲスト
第1作「冷たい灼熱〜白昼主婦殺人事件！〜」（2001年）
- 田沼洋次（極東マザーマシン精機 社員） - 吉田栄作
- 田沼美枝子（田沼の妻） - 有森也実
- 美枝子の友人 - 戸川京子
- 近所の主婦 - 山下容莉枝
- 柿崎（極東マザーマシン精機 社員） - 寺杣昌紀
- 平和台電機川越工場 従業員 - 鶴田忍
- 極東マザーマシン精機 部長 - 佐渡稔
- 極東マザーマシン精機 社員 - 海部剛史
- パチンコ店の客 - 松阪隆子、町田政則
- パチンコ店の店員 - 伊東貴明
- 掃除婦 - 小柳友貴美
- 正育堂書店 店員 - 弘中麻紀
- 花屋店員 - 大島信一
- 純一 - 杉本和真

第2作「狂った計算〜灼熱のニュータウン殺人事件〜」（2002年）
- 坂上奈央子（隆昌の妻） - 細川直美
- 中瀬幸伸（明美の夫・不動産会社社員） - ひかる一平
- 奈央子の隣人 - 増子倭文江
- 坂上隆昌（最近 交通事故で死亡） - 海部剛史
- 家政婦 - 中村万里
- 中瀬明美（専業主婦・10日ほど前から行方不明） - 大竹一重
- 坂上隆昌の同僚 - 朝倉伸二
- 中瀬幸伸の上司 - 三田村周三
- アスカ（奈央子の高校時代の友人） - 岡元あつこ
- 坂上（隆昌の父） - 新井量大
- 坂上（隆昌の母） - 星野晶子
- 花屋の主人 - 高土新太郎
- 早紀 - 羽賀佳代

第3作「依頼人の娘」（2003年）
- 的場陽助（商社の重役） - 佐藤B作
- 大塚典子（妙子の妹・図書館の職員） - 美保純
- 的場美幸（的場の次女・女子高生） - 柳沢なな
- 的場享子（的場の長女・会社員） - 春木みさよ
- 黒木隆三（探偵・近松丙吉の元部下・内部告発絡みで刑事を辞職） - 山西道広
- 佐伯加奈 - 大久保綾乃
- 吉見幸江 - 唐木ちえみ
- 警官 - 椎場辰朗
- 的場妙子（的場の妻） - 山口いづみ

第4作「細い赤い糸」（2004年）
- 野村浩史（「帝都鋼管」営業部） - 西村和彦
- 鹿島篤子（鹿島リフォーム店社長・理香の友人） - 渡辺典子
- 野村ちひろ（野村の娘） - 美山加恋
- 野村の妻 - 高橋睦美
- 酒井（深川東警察署 刑事） - 丸岡奨詞
- 戸塚和彦（関東水道公団 検収課長） - 大河内浩
- 三田恵子（銀座「アクア」ホステス・戸塚の愛人） - 辻沢杏子
- 石原啓介（刑事） - 近江谷太朗
- 飯岡（警視庁捜査2課 管理官） - 河野洋一郎
- 山村進（関東水道公団 次長） - 重松収
- 国安理香（OL） - 街田しおん
- 井坂（警視庁捜査2課 刑事） - 岡田太郎
- 藤村（杉並西署交通課）- 川津春
- 大友道也（理香の元恋人） - 萬雅之
- 成瀬（ちひろの担当医） - 須藤正裕
- 谷口（技官） - 武発史郎
- 佐々木邦夫（戸塚の上司） - 沼崎悠
- 樋口利夫（木工工場の工員） - 八代真吾
- 探偵・関山 - 鈴木ヤスシ
- 料亭の女将 - 南風佳子
- 長谷川一郎（「帝都鋼管」営業部長） - 原田大二郎

第5作「四人の目撃者」（2005年）
- 松尾龍太郎（松尾薬局 社長・第3目撃者） - 清水章吾
- 内藤幾代（食彩酒房「てん」ママ・第2目撃者） - 河合美智子
- 大竹京子（松尾薬局 従業員） - 松金よね子
- 島忠男（サラリーマン・第4目撃者） - 佐藤正宏
- 沼井大造（カイセー薬品株式会社セールスマン） - 遠山俊也
- 西原透（木下運送のトラック運転手・中学のとき両親が交通事故で死亡） - 佐野泰臣
- 木下佐助（木下運送 社長） - 武野功雄
- 木下運送 事務員 - 杉村暁
- 松尾圭太（松尾の息子） - 友井雄亮
- 高浜（オノエンジニアリング 修理工・圭太の友人） - 岩戸大星
- 中沢美奈子（会社員・ストーカー被害者） - 栗原瞳
- 海老原さやか（被害者・木下運送 元従業員） - 田浦リオ
- 浅井（刑事） - 関貴昭
- オノエンジニアリング 社長 - 市原清彦
- 鑑識 - 古川康
- 百合ヶ丘北警察署 刑事 - 山崎進哉
- 吉川（コック見習・1年前 近松丙吉が補導した） - 恭平
- さやかの現職場の同僚 - 仲島らん
- 江田隆行（ラーメン店「九十」店主・第1目撃者） - 河原さぶ

第6作「仰角の写真」（2006年）
- 成島謙三（駿河日報 記者） - 川野太郎
- 成島弓枝（成島の妻） - 岩本千春
- 柚木修一（駿河日報 記者） - 伊東孝明
- 木村悠子（典子の姉・区役所総務） - 大沢さやか
- 大友隆彦（毎朝新聞 記者） - 小林正寛
- 成島美保（成島と弓枝の娘） - 碇由貴子
- 佐竹昭（悠子の婚約者・佐竹リース 社長） - 乃木涼介
- 木村典子（フリーカメラマン） - 稲田奈緒
- 海老原（駿河日報 記者） - 野口かおる
- 刑事 - 鼓太郎
- 木村忠雄（典子の弟） - 笠原秀幸
- 居酒屋 - 佐渡稔
- まんじゅう屋 - 青空球児
- 岡島（刑事） - 野添義弘
- 木村敏江（典子の母） - 池田道枝
- 三沢（東伊豆警察署 刑事） - 天現寺竜
- 作業員 - 才勝
- 秋山真由美（故人） - 市川莉央

第7作「不幸な雨」（2007年）
- 河合君枝（棚橋家の家政婦） - 朝加真由美
- 根岸敦男（指定暴力団「明石組」組員） - 梨本謙次郎
- 布施紀子（鈴木印刷所 派遣社員・京成大学 文学部の卒業生） - 小松みゆき
- 大多喜清司（えびすや酒店 店主・アイザワ証券 元社員） - 飯田基祐
- 宮沢（警視庁組織犯罪対策課 刑事） - 剛たつひと
- 原田（大多喜の元同僚） - 佐野圭亮
- 大多喜（大多喜の妻・えびすや酒店 店員） - 舟木幸
- 田口克造（指定暴力団「明石組」準構成員） - 樽沢勇紀
- 棚橋麻子（棚橋の娘・6年前自殺） - 桜川博子
- 太田（棚橋の近隣住民） - 桑田和美
- 八王子北警察署 刑事 - 谷村好一
- 棚橋潔（京成大学 元教授・車椅子生活） - 山本學
- 鈴木（鈴木印刷所 社長） - 市川勇
- 田口の生家の近隣住民 - 江藤漢斉
- 介護用品店主 - 青木和代
- 布施（紀子の母） - 藤夏子
- タクシードライバー - ホリベン
- 紀子の子供と同じ保育園児の母 - 二階堂千寿
- アイザワ証券 社員 - 小田竜世
- 吉岡（指定暴力団「明石組」組員） - 横田栄司
- 科捜研係官 - 佐藤祐一
- 初美（田口の元恋人） - 天城純子
- 居酒屋店主 - 銀次郎

第8作「最期のメッセージ」（2008年）
- 工藤多恵子（工藤多恵子洋菓子教室 代表・スイーツのカリスマ主婦） - かとうかず子
- 工藤恒夫（多恵子の夫・持田精機 総務課 課長） - 石丸謙二郎
- 瀬川真理子（多恵子の妹） - 今村恵子
- 永原良美（大東生命多摩支局のライフプランナー） - 西牟田恵
- 佐山光一（恒夫の従兄弟・桑田運送 社員） - 根本博成
- 土屋圭介（SAWAIリゾート開発 社員） - 尾崎右宗
- 工藤剛（恒夫と多恵子の息子・中学2年生） - 川口翔平
- 塚本沙織（多恵子の秘書） - 七森美江
- 吉村恭子（「百合の花老人ホーム」介護福祉士） - 菊地美香
- 柳田幸枝（持田精機 社員） - 加茂美穂子
- まっちゃん（タクシードライバー） - 大塚洋
- タクシードライバー - 山上賢治
- 監察医 - 大滝寛
- モーテル従業員 - 吉野正弘
- 大東生命多摩支局 職員 - 小川隆市
- 死体の第一発見者 - 原田文明
- SAWAIリゾート開発 社員 - 芳野友美
- 料理番組の司会者 - 大塚和彦
- レポーター - 小森郁子、石塚初美
- 吉井（持田精機 社員） - 河合恭嗣
- 永原（良美の息子・小学3年生） - 佐々木陽向

第9作「見知らぬ死体」（2012年）
- 亀山利一（英明の父・元日本料理職人） - 笹野高史
- 小林典子（利一の元妻・ラーメン店店主） - 藤吉久美子
- 奥島覚（東都大学病院 外科医） - 堀部圭亮
- 酒井あずさ（フィットネスクラブのインストラクター） - 原久美子
- 久木眉美（フリーカメラマン） - 三津谷葉子
- 鷹見幸彦（ルポライター） - 鈴木省吾
- 戸川（運転手） - まいど豊
- 早紀（ネイルサロンの店員） - 水谷妃里
- 久木翔子（眉美の母） - 金沢きくこ
- 医師 - 中野英樹
- 舟橋 - 田村勝彦
- インストラクター - 澤田育子
- レポーター - 奈良崎まどか
- 北村（調布北警察署 交通課） - 石井テルユキ
- 小林隼人（典子の息子） - 佐藤涼平
- 酒井ゆり（あずさの妹） - 荻野友里
- 斎藤（フィットネスクラブのマネージャー） - 浅野雅博
- 由子 - 真下有紀
- 亀山英明（眉美の元恋人・交通事故死） - 杉本泰郷
- 金田 - 伊藤順
- 小学生 - 稲田羅倭

第10作「橋を渡る死者」（2012年）
- 坪内昇子（美術誌「現代アート」編集者・さおりの高校の同級生） - 菊池麻衣子
- 槙野圭一郎（美術評論家） - 小木茂光
- 戸川純太（昇子の婚約者） - 窪塚俊介
- 安部絵里子（さおりの高校の同級生） - 吉田羊
- 山田三郎（ホームレス） - 沼田爆
- 野田（ホームレス） - 小宮孝泰
- 槙野さおり（槙野の後妻） - 寺田千穂
- 宮野東子（槙野の前妻・画廊経営） - 水木薫
- 槙野静香（槙野の娘） - 松原夏海
- 柴田（鑑識） - 大堀こういち
- 玲子（主婦） - おぐちえりこ
- 戸川の愛人 - 畠山はる菜
- 沢田雅彦（美術誌「現代アート」編集者） - 京極圭
- 谷垣（ホームレス） - 髙橋耕次郎
- 文野（文房具店主） - 内藤トモヤ

第11作「雨に迷う死者」（2013年）
- 中石俊哉（法村法律事務所の事務員） - 益岡徹
- 中石雅代（中石の妻） - 国生さゆり
- 中石暁（中石と雅代の息子） - 柄本時生
- 浅田勝行（建材メーカー「創建」専務） - 乃木涼介
- 小山田久志（ジムのインストラクター） - 篠田光亮
- 家梨（ホームレス） - 石井愃一
- 行田（餃子屋） - 森下能幸
- 滝本あやめ（建材メーカー「創建」社員） - 石原あつ美
- 角本寿子 - 小柳友貴美
- 滝本芳子（あやめの母） - 小宮久美子
- 法村典夫（法村法律事務所 弁護士） - 重松収
- 服部（警官） - 平川博晶
- 理髪師 - 田中護
- 三葉書店店員 - 久保田あやこ　

第12作「幻の男」（2014年）
- 友部蕗子（雄一郎の妻・料理研究家） - 伊藤裕子
- 松尾安美（スナック「ナタリア」のママ） - 秋本奈緒美
- 重光謙造（日本酒卸「重光屋」社長） - 冨家規政
- 夜須久範（陶芸家） - 弓削智久
- 石井昌子（蕗子の料理アシスタント） - あいはら友子
- 本田雅彦（週刊フレッシュ 記者） - 菊池均也
- 香川透（自営業） - 長棟嘉道
- 葉山康晴（友部を憎んでいる男） - 斉藤佑介
- 友部雄一郎（友部建託 社長） - 川井つと
- 田葉子（タバコ屋のおばちゃん） - 五月晴子
- 鑑識官 - 三浦健
- ホテルフロントマン - 岩本淳
- タクシー会社従業員 - 濱田龍司
- 新垣はるか - 真中乃亜

第13作「眼前の殺人者」（2016年）
- 八坂新太郎（陣内の叔父・八坂建託 副社長・婿養子） - 山口馬木也
- 八坂多美子（新太郎の妻・八坂建託 社長） - 川島なお美
- 糸山千草（八坂家の家政婦） - 広岡由里子
- 島津唯子（新太郎の秘書） - 黒坂真美
- 陣内光彦（強盗事件被疑者・前科者） - 陳内将
- 梶田竜一（陣内の共犯者） - 神田敦士
- 竹内康介（ディスカウントショップ「メイクマート」従業員） - 松井武士

## スタッフ
- 原作 - 東野圭吾（第1作 - 第3作）、飛島高（第4作）、笹沢左保（第5作・第13作）、日下圭介（第6作）、夏樹静子（第7作 - 第12作）
- 脚本 - 西村タカシ（第1作 - 第3作・第5作 - 第8作）、浅野有生子（第4作）、林誠人（第9作 - ）
- 監督 - 中山史郎（第1作・第3作 - 第8作）、西本淳一（第2作）、白川士（第9作 - ）
- 撮影 - 川田万里（第1作・第2作）、金子幸男（第3作）
- 照明 - 窪田秀樹（第1作・第3作）、横路和幸（第2作）
- VE - 山形充（第3作）
- 録音 - 菊地啓太（第3作）
- 編集 - 宮崎清春（第3作）
- ライン編集 - 和田光宣（第3作）
- MA - 山本英樹（第3作）
- 選曲 - 矢部公英（第3作）
- 効果 - 北澤亨（第3作）
- 美術プロデューサー - 村上輝彦（第3作）
- 美術進行 - 町山充洋（第3作）
- 装飾 - 池田護（第3作）
- 持道具 - 森知子（第3作）
- ヘアメイク - 堀ちほ（第3作）
- 衣裳 - 浅田晶子（第3作）
- スタイリスト - 羽場小織（第3作）
- 番組宣伝 - 笹原七重(テレビ東京）（第3作）
- スチール - 森田俊明（第3作）
- 車輌 - コンガス（第1作 - 第3作）
- 劇用車 - 最上企画（第3作）
- 技斗 - 大道寺俊典（第1作 - 第3作）
- 特機 - 宗特機（第3作）
- ドールハウス指導 - 林渓子（第3作）
- 助監督 - 畠山典久（第3作）
- 記録 - 上出悦子（第3作）
- 制作担当 - 橋本寛（第3作）
- 音楽協力 - テレビ東京ミュージック（第3作）
- 技術協力 - フォーチュン
- 編集・MA - ザ・チューブ
- プロデューサー - 橋本かおり（テレビ東京 / 第1作 - 第3作）、照喜名隆（第1作 - 第3作）、角田正子（第3作）
- プロデューサー補 - 青木達也（第3作）
- 製作 - テレビ東京、BSジャパン、ザ・ワークス

## 放送日程
| 話数 | 放送日         | サブタイトル                              | 原作                                                          | 脚本       | 監督     | 視聴率 |
| ---- | -------------- | ----------------------------------------- | ------------------------------------------------------------- | ---------- | -------- | ------ |
| 1    | 2001年08月08日 | 冷たい灼熱 〜白昼主婦殺人事件！〜         | 東野圭吾「冷たい灼熱」 （「嘘をもうひとつだけ」所収）講談社刊 | 西村タカシ | 中山史郎 | 12.1%  |
| 2    | 2002年09月18日 | 狂った計算 〜灼熱のニュータウン殺人事件〜 | 東野圭吾「狂った計算」 （「嘘をもう一つだけ」所収）講談社刊   | 西村タカシ | 西本淳一 | 10.1%  |
| 3    | 2003年11月26日 | 依頼人の娘                                | 東野圭吾「依頼人の娘」 （「探偵倶楽部」所収）祥伝社刊         | 西村タカシ | 中山史郎 | 11.5%  |
| 4    | 2004年10月13日 | 細い赤い糸                                | 飛島高「細い赤い糸」双葉社刊                                  | 浅野有生子 | 中山史郎 | 08.8%  |
| 5    | 2005年10月26日 | 四人の目撃者                              | 笹沢左保「空漠の記録」 （「解剖結果」所収）徳間文庫           | 西村タカシ | 中山史郎 | 12.2%  |
| 6    | 2006年10月04日 | 仰角の写真                                | 日下圭介「仰角の写真」 （「偶然かしら」所収）新潮文庫         | 西村タカシ | 中山史郎 | 12.0%  |
| 7    | 2007年09月05日 | 不幸な雨                                  | 夏樹静子「懸賞」 （「暗い循環」所収）文藝春秋刊               | 西村タカシ | 中山史郎 | 12.3%  |
| 8    | 2008年11月05日 | 最期のメッセージ                          | 夏樹静子「ダイイング・メッセージ」                            | 西村タカシ | 中山史郎 | 08.1%  |
| 9    | 2012年01月25日 | 見知らぬ死体                              | 夏樹静子「仮説の行方」 （「最後の藁」所収）文春文庫           | 林誠人     | 白川士   | 09.8%  |
| 10   | 8月15日        | 橋を渡る死者                              | 夏樹静子「早朝の手紙」 （「夜更けの祝電」所収）新潮文庫刊     | 林誠人     | 白川士   | 09.0%  |
| 11   | 2013年08月21日 | 雨に迷う死者                              | 夏樹静子「被害者へのバラ」 （「星の証言」所収）徳間文庫       | 林誠人     | 白川士   | 08.2%  |
| 12   | 2014年08月20日 | 幻の男                                    | 夏樹静子「幻の男」 （「幻の男」所収）文春文庫                 | 林誠人     | 白川士   |        |
| 13   | 2016年07月13日 | 眼前の殺人者                              | 笹沢左保「透明の殺意」 （「逆転」所収）徳間文庫               | 林誠人     | 白川士   |        |

- 視聴率はビデオリサーチ調べ、関東地区・世帯